# شنق إين
شنق إين (الكهف السريع بالفيتنامية، سمي على اسم الطيور التي تعشش فيه) هو كهف في متنزه فونك نها - كه بانغ القومي، أحد مواقع التراث العالمي لليونسكو. هو ثالث أكبر كهف في العالم، بعد كهف شاندونغ في نفس المنتزة الوطني، وكهف الغزلان في ماليزيا.